# Remington Model 721
O Model 721, o Model 722 e o mais recente Model 725, são rifles esportivos por ação de ferrolho fabricados pela Remington Arms de 1948 a 1961. 

## Histórico e projeto
Os modelos 721 e 722 substituíram o 720 que foi produzido por um curto período. Os modelos 721/722 são considerado como dos os primeiros rifles esportivos modernos, produzidos economicamente, cujo design continuou fazendo sucesso com o modelo subsequente o Model 700. Fabricados com alta precisão, são conhecidos por uma precisão excepcional. O design do ferrolho e do receptor, com base na ação Mauser, é considerado um dos mais fortes já produzidos. Amostras em excelente estado tornaram-se colecionáveis.

## Variantes
- Model 721A Standard grade
- Model 721BDL Deluxe grade
- Model 722A Standard grade
- Model 722BDL Deluxe grade
- Model 725ADL Deluxe grade

## Cartuchos

### para o 721
- .264 Winchester Magnum
- .270 Winchester
- .280 Remington
- .30-06 Springfield
- .300 H&H Magnum

### para o 722
- .222 Remington
- .222 Remington Magnum
- .243 Winchester
- .244 Remington
- 6mm Remington
- .257 Roberts
- .300 Savage
- .308 Winchester

### para o 725
- .270 Winchester
- .280 Remington
- .30-06 Springfield
- .222 Remington
- .243 Winchester
- .244 Remington
- .375 H&H Magnum
- .458 Winchester Magnum